# Karolína Zoe Meixnerová
Karolína Zoe Meixnerová (* 26. srpna 1993, Turnov), známá také jako cojezoe_, je česká influencerka, popularizátorka literatury (zaměřuje se hlavně na období romantismu a realismu kolem doby českého národního obrození). Je autorkou podcastu Literární hysterie, vydaného v knižní podobě pod titulem Průvodce literární hysterií 19. století.
Pochází z Turnova. Vystudovala bohemistiku na Filozofické fakultě UK a také žurnalistiku. Videa s tematikou české literatury začala na Instagramu tvořit v červnu 2021, v počátcích zaměřené zejména na osobu Boženy Němcové. V průběhu léta a podzimu 2021 její popularita výrazně vzrostla, koncem téhož roku měla přes 21 tisíc sledujících na Instagramu a přes 19 tisíc na TikToku. Mezitím se oblast její tvorby tematicky rozšířila.
Obsadila osmé místo ankety Křišťálová Lupa – Cena českého Internetu 2021, a to v kategorii One(wo)man show.

## Dílo
- Průvodce literární hysterií 19. století (2022)
- Národní opruzení (2023)